# Сассер, Маркус
Маркус Джером Сассер младший (англ. Marcus Jerome Sasser Jr.; Пустой шаблон {{ВД-Преамбула}} ) — американский профессиональный баскетболист клуба НБА «Детройт Пистонс». В колледже играл за команду «Хьюстон Кугэрз».

## Карьера в школе
Сассер играл в баскетбол за среднюю школу Ред-Ок в Ред-Оке, штат Техас, под руководством своего дяди Джейсона. Будучи выпускником, он был назван самым ценным игроком округа 14-5A и лучшим игроком штата в классе 5A. Сассер решил играть в студенческий баскетбол за «Хьюстон Кугэрз», отклонив предложения от «Колорадо», «СМУ Мустангс» и «УТЭП Майнерс».

## Карьера в колледже
После неудачного начала Сассер присоединился к стартовому составу «Хьюстона» во второй половине своего первого сезона. 15 февраля 2020 года он набрал рекордные 26 очков в проигранном в овертайме матче против СМУ (72:73). Будучи новичком, Сассер набирал в среднем 8,1 очка и реализовывал 35,2% трёхочковых бросков. Он был включен в сборную новичков конференции AAC. В своём  втором сезоне 25 ноября Сассер набрал 25 очков, реализовав 7 трёхочковых бросков, в победной игре против «Ламара» (89:45). 9 января 2021 года он набрал 28 очков в победном матче против «Тулейна» (71:50). На втором курсе Сассер набирал в среднем 13,7 очка и 2,6 подбора за игру, помогая «Хьюстону» выйти в «Финал четырёх» турнира NCAA. Он был включён во вторую сборную конференции AAC. 24 декабря 2021 года Сассер объявил, что из-за травмы пальца ноги он завершит сезон 2021/2022. На тот момент он лидировал в «Хьюстоне» по набранным очкам в среднем за игру (17,7).

## Профессиональная карьера

### «Детройт Пистонс» (2023—настоящее время)
Сассер был выбран командой «Мемфис Гриззлис» под общим 25-м номером на драфте НБА 2023 года. В день драфта права на него были проданы клубу «Детройт Пистонс».

## Статистика

### Статистика в НБА
| Сезон   | Команда | Регулярный сезон | Регулярный сезон | Регулярный сезон | Регулярный сезон | Регулярный сезон | Регулярный сезон | Регулярный сезон | Регулярный сезон | Регулярный сезон | Регулярный сезон | Регулярный сезон | Серия плей-офф | Серия плей-офф | Серия плей-офф | Серия плей-офф | Серия плей-офф | Серия плей-офф | Серия плей-офф | Серия плей-офф | Серия плей-офф | Серия плей-офф | Серия плей-офф |
| Сезон   | Команда | GP               | GS               | MPG              | FG%              | 3P%              | FT%              | RPG              | APG              | SPG              | BPG              | PPG              | GP             | GS             | MPG            | FG%            | 3P%            | FT%            | RPG            | APG            | SPG            | BPG            | PPG            |
| ------- | ------- | ---------------- | ---------------- | ---------------- | ---------------- | ---------------- | ---------------- | ---------------- | ---------------- | ---------------- | ---------------- | ---------------- | -------------- | -------------- | -------------- | -------------- | -------------- | -------------- | -------------- | -------------- | -------------- | -------------- | -------------- |
| 2023/24 | Детройт | 71               | 11               | 19,0             | 42,8             | 37,5             | 87,9             | 1,8              | 3,3              | 0,6              | 0,2              | 8,3              | Не участвовал  | Не участвовал  | Не участвовал  | Не участвовал  | Не участвовал  | Не участвовал  | Не участвовал  | Не участвовал  | Не участвовал  | Не участвовал  | Не участвовал  |
| 2024/25 | Детройт | 57               | 1                | 14,2             | 46,3             | 38,2             | 84,3             | 1,2              | 2,3              | 0,6              | 0,1              | 6,6              | Не участвовал  | Не участвовал  | Не участвовал  | Не участвовал  | Не участвовал  | Не участвовал  | Не участвовал  | Не участвовал  | Не участвовал  | Не участвовал  | Не участвовал  |
|         | Всего   | 128              | 12               | 16,9             | 44,1             | 37,8             | 86,3             | 1,5              | 2,9              | 0,6              | 0,1              | 7,5              | Не участвовал  | Не участвовал  | Не участвовал  | Не участвовал  | Не участвовал  | Не участвовал  | Не участвовал  | Не участвовал  | Не участвовал  | Не участвовал  | Не участвовал  |

### Статистика в NCAA
| Сезон   | Команда | Conf  | Class | GP  | GS | MPG  | FG%  | 3P%  | FT%  | RPG | APG | SPG | BPG | PPG  |
| ------- | ------- | ----- | ----- | --- | -- | ---- | ---- | ---- | ---- | --- | --- | --- | --- | ---- |
| 2019/20 | Хьюстон | AAC   | FR    | 30  | 17 | 23,8 | 36,3 | 35,2 | 75,8 | 2,4 | 1,7 | 0,6 | 0,1 | 8,1  |
| 2020/21 | Хьюстон | AAC   | SO    | 29  | 28 | 31,9 | 38,0 | 33,5 | 85,2 | 2,6 | 2,2 | 1,4 | 0,0 | 13,7 |
| 2021/22 | Хьюстон | AAC   | JR    | 12  | 12 | 32,0 | 43,7 | 43,7 | 74,4 | 2,8 | 2,6 | 2,2 | 0,1 | 17,7 |
| 2022/23 | Хьюстон | AAC   | SR    | 36  | 36 | 30,8 | 43,8 | 38,4 | 84,8 | 2,8 | 3,1 | 1,6 | 0,2 | 16,8 |
| Всего   | Всего   | Всего | Всего | 107 | 93 | 29,3 | 40,6 | 36,9 | 82,4 | 2,7 | 2,4 | 1,3 | 0,1 | 13,6 |

## Личная жизнь
Отец Сассера, Маркус старший, играл в баскетбол за колледж Фрэнка Филлипса. Его дяди, Джерил и Джейсон, были участниками студенческих конференций и выступали в Национальной баскетбольной ассоциации (НБА). Прадед Сассера, Джон Барбер, играл в НБА.